# Referendumul local din București, 2024
Referendumul local din București din 2024 a avut loc pe 24 noiembrie, desfășurându-se simultan cu alegerile prezidențiale. Inițiat de primarul general Nicușor Dan, referendumul a vizat trei aspecte importante ale administrației publice locale: repartizarea impozitelor și taxelor locale, centralizarea autorizațiilor de construire și prevenirea consumului de droguri în școli.
Pentru ca referendumul să fie valabil, participarea trebuie să fie de cel puțin 30% din alegători, iar pentru validare, opțiunile exprimate trebuie să atingă un prag de 25%.
Referendumul a întrunit atât prezența minimă necesară la urne, cât și confirmarea de la populație a măsurilor propuse astfel că referendumul a trecut.

## Context
Referendumul a fost propus de primarul Nicușor Dan după conflicte cu primarii sectoarelor 3 și 4 în legătură cu lucrări neautorizate la Piața Unirii. Referendumul a fost anunțat inițial în seara câștigării celui de-al doilea mandat de primar general.
Organizarea simultană cu alegerile prezidențiale, aprobată printr-o lege promulgată de Klaus Iohannis, ar aduce economii bugetare de 10 milioane de lei.

## Întrebările referendumului

### 1. Repartizarea impozitelor și taxelor locale
„Sunteți de acord ca repartizarea între Primăria Municipiului București și Primăriile de Sector a impozitelor pe venit și a taxelor și impozitelor locale colectate de la bucureșteni să fie aprobată de către Consiliul General al Municipiului București?”
Această întrebare propune ca Consiliul General al Municipiului București să repartizeze impozitele și taxele între primăria capitalei și primăriile de sector.
- „DA”: Consiliul General ar decide exclusiv cum se alocă fondurile.
- „NU”: Primăriile de sector își păstrează autonomia financiară.

### ⁠2. Centralizarea autorizațiilor de construire
„Sunteți de acord ca Primarul General al Municipiului București să emită Autorizațiile de Construire pe întreg teritoriul administrativ al orașului?”
Această întrebare propune ca Primarul General să emită autorizație de construcție, pentru a preveni aprobările fragmentate.
- „DA”: Primarul General va fi singurul responsabil pentru eliberarea autorizațiilor.
- „NU”: Fiecare sector va continua să gestioneze independent autorizațiile.

### 3. Programul de prevenire a consumului de droguri în școli
„Sunteți de acord ca Primăria Municipiului București să finanțeze și să implementeze un program de educație pentru sănătate și prevenire a consumului de droguri în toate școlile din București?”
Această întrebare propune ca Primăria Capitalei să implementeze și să finanțeze un program educațional anti-drog în școlile din București.
- „DA”: Primăria Capitalei va finanța un program anti-drog în toate școlile din oraș.
- „NU”: Decizia și resursele vor fi gestionate independent de fiecare școală sau altă instituție.

## Critici
Există critici în legătură cu organizarea simultană a referendumului din București și a alegerilor prezidențiale. Unii oficiali, inclusiv Președintele Autorității Electorale Permanente (AEP), Toni Greblă, au subliniat că legislația nu este suficient de clară pentru a permite organizarea celor două scrutinuri în paralel, creând disfuncționalități administrative și tehnice. Primăria nu a alocat un buget specific pentru organizarea referendumului, iar unele autorități au fost criticate pentru obstacole birocratice în procesul de implementare. În plus, Greblă a atras atenția asupra faptului că infrastructura electronică existentă pentru centralizarea rezultatelor nu este adecvată pentru gestionarea simultană a datelor din cele două alegeri.